# Сельская (Вологодская область)
Сельская — деревня в Бабушкинском районе Вологодской области.
Входит в состав Рослятинского сельского поселения (с 1 января 2006 года по 8 апреля 2009 года входила в Жубрининское сельское поселение), с точки зрения административно-территориального деления — в Жубрининский сельсовет.
Расстояние до районного центра села имени Бабушкина по автодороге — 90 км, до центра муниципального образования Рослятино по прямой — 13 км. Ближайшие населённые пункты — Грива, Крюково, Дудкино.
Население по данным переписи 2002 года — 31 человек (17 мужчин, 14 женщин). Всё население — русские.
В Сельской расположены памятники архитектуры дом Переламовой, амбар Осетровой, амбар Гнусова, амбар, амбар, амбар Шаханова.